# Universidade Técnica de Braunschweig

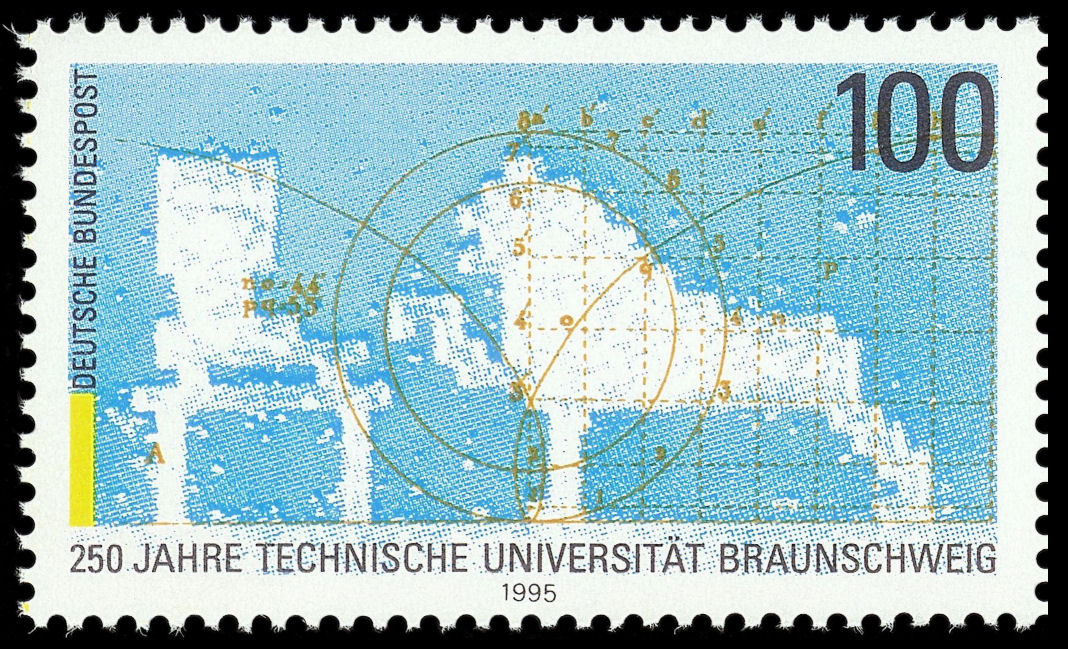
Selo especial alemão comemorativo dos 250 anos da TU Braunschweig 1995

A Universidade Técnica de Braunschweig em alemão:  Technische Universität Braunschweig, abreviado TU Braunschweig) é uma universidade de médio porte na Alemanha, com cerca de 18 500 alunos em 84 cursos. Remonta ao Collegium Carolinum, fundado em 1745 e, portanto, tem a mais longa tradição entre as universidades técnicas na Alemanha. A universidade é membro da associação de nove universidades técnicas líderes na Alemanha (TU9).
O edifício principal histórico, projetado pelos professores Constantin Uhde e Körner, foi comprado em 1877. Seus patronos são o fundador Carlos I, Duque de Braunschweig-Wolfenbüttel e o benfeitor Frederico Guilherme, Duque de Braunschweig-Wolfenbüttel.

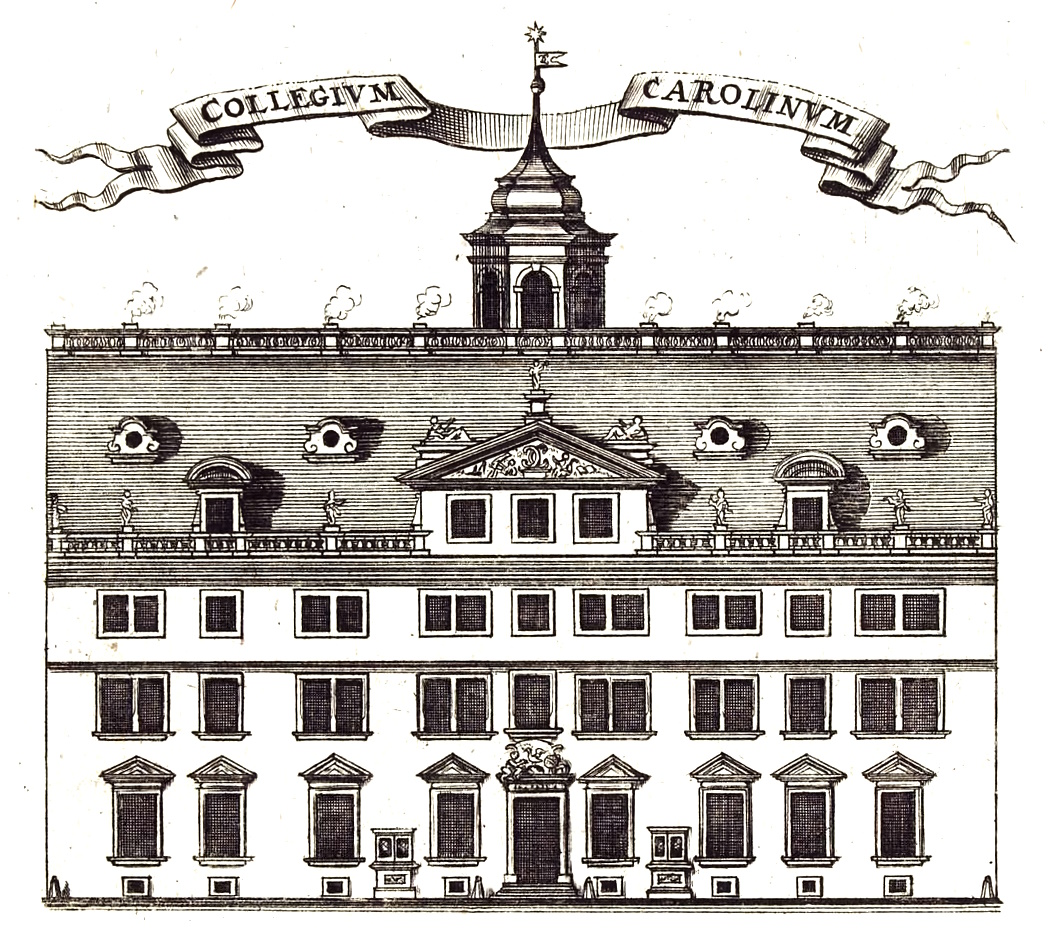
Collegium Carolinum ca. 1746